# Krameria erecta
Krameria erecta là một loài thực vật có hoa trong họ Krameriaceae. Loài này được Willd. ex Schult. miêu tả khoa học đầu tiên năm 1827.